# Verena Kicker
Verena Kicker (* 26. Mai in Feldbach, Steiermark) ist eine österreichische Radiomoderatorin, Eventmoderatorin und professionelle Sprecherin.

## Leben
Verena Kicker verbrachte ihre Kindheit in der Südoststeiermark und legte 2007 die Matura am Bundesoberstufenrealgymnasium in Feldbach mit dem Schwerpunkt Musik ab. Sie wollte schon damals gerne Radiomoderatorin werden. Nach Einreichen ihrer Bachelorarbeit zog Kicker 2014 nach Wien und schloss ihr Studium ab. Im Mai 2015 präsentierte die Zeitschrift Madonna Verena Kicker als eine der „30 erfolgreichsten Frauen unter 30“ in Österreich.
Neben ihren Tätigkeiten als Moderatorin und Sprecherin moderiert Kicker außerdem diverse Live-Veranstaltungen, zum Beispiel Firmenveranstaltungen, Musikveranstaltungen und Preisverleihungen, Kinopremieren und Events. Ein Moderationsschwerpunkt sind wissenschaftliche Diskussionsrunden, die von der Stadt Graz organisiert werden. Ebenfalls moderiert sie z. B. für die Wirtschaftskammer Österreich, das Grazer Stadtfest und die Volksbank Steiermark.
Seit Jänner 2019 ist Kicker zusätzlich als Fitnesstrainerin tätig. Während des 1. Lockdowns aufgrund der COVID-19-Pandemie im Frühjahr 2020 zeigte sie in ihrem IGTV-Channel unter dem Motto Fit mit Verena ausgewählte Übungen zum Ganzkörperworkout.

## Wirken als Radiomoderatorin und Sprecherin
Kicker ist seit 2007 bei Unternehmen aus den Bereichen Hörfunk und Fernsehen tätig. Zunächst arbeitete sie seit 2007 neben ihrem Studium in Graz als Moderatorin bei den Fernsehsendern Steiermark 1, Servus TV und ATV. Im Februar 2008 begann sie als redaktionelle Mitarbeiterin beim Radio Soundportal zu arbeiten und moderierte bei dem Sender bis März 2014. Von April 2014 bis August 2020 war sie Moderatorin beim Hitradio Ö3.
Seit Oktober 2020 ist Verena Kicker Moderatorin bei der Antenne Steiermark. Ihre Show heißt Kicker@work - die neue Vormittagsshow auf der Antenne! und die Sendezeit ist Montag bis Freitag von 09:00 bis 14:00 Uhr. Zum ersten Mal moderierte sie die Sendung am 12. Oktober 2020.
Sie arbeitete auch für den ORF. Von 2014 bis August 2020 wirkte sie als Moderatorin beim österreichischen Radiosender Hitradio Ö3, wo sie im April 2014 erstmals die Ö3-Musiknacht (später in Ö3-Wunschnacht umbenannt) moderierte. Sie war im Treffpunkt Ö3 zu hören und moderierte ab März 2015 regelmäßig die Ö3–Hörercharts. Als Sprecherin war Kicker z. B. regelmäßig in der Sendung Ö3 Top 12 bis 12 zu hören. Im Teamwechsel moderierte sie die Ö3 Euro Top 40, die Ö3-Onlinecharts und die Ö3 US-Charts und viele andere. Zusätzlich arbeitete Kicker bei Bedarf im technischen Bereich, z. B. im Studio Heiligenstadt beim Ö3-Weihnachtswunder, bei welchem sie auch für die Musikprogrammierung zuständig war. Sie betreute auch am Moderatorenplatz im Ö3 Sendestudio Liveübertragungen und Sondersendungen. Als Moderatorin brachte Verena Kicker Ideen und Vorschläge für ihre Shows und die Playlist ein und verfasste zusätzlich redaktionelle Beiträge.
Seit Herbst 2019 war Kicker als Sprecherin beim Fernsehsender ORF 2 in der damals neuen Sendung Mobilitas - alles, was uns bewegt zu hören, die im März 2020 wegen der COVID-19-Pandemie in Österreich eingestellt wurde.
Von 2008 bis März 2014 war Kicker als redaktionelle Mitarbeiterin bei der Soundportal Medien GmbH tätig und moderierte bei dem Sender die Morningshow Cafe Sunrise sowie die Mailbox Show und Daywatch.

## Engagement
Kicker engagiert sich bei kulturellen und sozialen Projekten. Zum Beispiel bei der Intro Graz Spection und den damaligen Projekten Urbane Kunstpiloten im Grazer Stadtbezirk Puntigam und bei der Initiative gegen Vandalismus. Sie ist regelmäßig in Graz und in ihrer Heimat aktiv, so im Verein Steirer mit Herz. In der von dem Verein geförderten Charity-Aktion Schnipp-Schnapp-HAARE AB spendete sie 2017 rund 20 cm ihrer langhaarigen Frisur. Die Haare wurden zu Echthaarperücken für krebskranke Kinder weiterverarbeitet.

## Privates
Kicker ist verheiratet und Mutter einer Tochter.

## Schriften
- mit Britta Isabel Lang: Puntigam. Der letzte Bezirk. In: Christian Marczik (Hrsg.), Urbane Kunstpiloten. 7 künstlerische Interventionen in den 17 Grazer Bezirken. Ein Projekt der Intro-Graz-Spection. Bibliothek der Provinz, Weitra 2011, ISBN 978-3-902416-87-2.